# Grand Avenue
Grand Avenue er et rockband fra København, Danmark. Bandet blev etableret i foråret 2001.
Bandet består af medlemmerne Rasmus Walter Hansen (vokal, guitar), Niels-Kristian Bærentzen (guitar), Marc Stebbing (bass) og Hjalte Thygesen (trommer).
De fire bandmedlemmer mødtes på et music college i London fire år før bandet blev dannet. Efter at have været ugens uundgåelige på DRs P3 med sangen "What's on your mind" skrev de kontrakt med pladeselskabet EMI i foråret 2003 og i oktober 2003 udgav de debutalbummet "Grand Avenue".
I foråret/sommeren 2005 flyttede bandet til New York og sammen med produceren Bryce Goggin (Pavement, Lemonheads, Evan Dando, Spacehog) indspillede de albummet "She", som udkom 22. august 2005.
Bandet udgav i april 2007 pladen "The Outside", mens deres seneste plade fra september 2009 hedder "Place to Fall".

## Diskografi

### Albums
- Grand Avenue (2003)
- She (2005)
- The Outside (2007)
- Place to Fall (2009)

| Musikgruppe | Spire Denne artikel om en dansk musikgruppe er en spire som bør udbygges. Du er velkommen til at hjælpe Wikipedia ved at udvide den. |